# Sinopoda bogil
Eusparassus bogil — вид павуків родини Sparassidae підряду аранеоморфні (Araneomorphae). Описаний у 2022 році. Відомий лише у типовому місцезнаходженні — острів Богілдо в Південній Кореї.